# Мезоннёв, Клод
Клод Мезоннёв (фр. Claude Maisonneuve; 11 апреля 1928, Клерак, департамент Ло и Гаронна — 16 января 2019, Кастельморон-сюр-Ло) — французский гобоист.
Родился в семье сантехника, в свободное время игравшего на гобое. Учился у своего отца и с десятилетнего возраста играл в городском духовом оркестре. Игру ребёнка случайно услышал на конкурсе духовых оркестров в Каоре Филипп Гобер, пригласивший мальчика продолжить учёбу в Парижской консерватории, однако отец, нуждавшийся в помощнике для своей работы, вместо этого отправил сына учиться на электрика в Ажене. В возрасте 17 лет одновременно с работой электриком поступил в Тулузскую консерваторию, где его наставником стал Жорж Сервий, ученик Жоржа Жилле, а затем всё же окончил Парижскую консерваторию (в 1949 г. по классу гобоя Пьера Бажё и в 1951 г. по классу камерного ансамбля). В 1952 году завоевал первую премию Международного конкурса исполнителей в Женеве.
В 1949 году играл в оркестре казино в Биаррице с дирижёром Анри Томази, одновременно совершенствуя своё мастерство под руководством Миртиля Мореля, затем таким же образом в курортных оркестрах в Довиле и Каннах (с дирижёром Луи де Фроманом), далее в оркестре в Энгиене, в 1956—1972 гг. в оркестре парижской Опера Комик; одновременно играл в Оркестре Падлу и в ансамбле Domaine musical. Записал несколько концертов Антонио Вивальди (1958, с дирижёром Луи де Фроманом), в составе ансамбля Domaine musical — «Из бродячей оперы» Бетси Жолас (1969).
С 1960-х гг. начал параллельно выступать в эстрадных коллективах — в частности, в оркестре Андре Поппа. Выступал и записывался со многими заметными исполнителями — в частности, соло Мезоннёва звучит в записи известной песни Жана Ферра La Montagne. Записывал также музыку для кино — в частности, Владимир Косма высоко оценивал звучание гобоя Мезоннёва в саундтреке к фильму Эдуара Молинаро «Розовый телефон» (1975). Соло Мезоннёва звучало в 1975—1983 гг. на ежедневной заставке, которой телеканал Antenne 2 завершал своё вещание (мелодия Мишеля Коломбье).
В 2016 году, ещё при жизни музыканта, его имя было присвоено культурному центру в его родном городе Клераке.